# Advanced Chemistry Development
Advanced Chemistry Development, Inc. (ACD/Labs) – przedsiębiorstwo zajmujące się tworzeniem oprogramowania chemicznego.
Podstawą działania programów ACD/Labs są bazy danych, w których zgromadzone są informacje o właściwościach związków chemicznych. Bazy te są wykorzystywane zarówno w analizie danych eksperymentalnych, jak i w symulacji eksperymentów.
ACD/Labs dostarcza oprogramowanie z zakresu:
- obróbki danych analitycznych
- zarządzania danymi chemicznymi i analitycznymi
- przewidywania właściwości fizykochemicznych i farmakologicznych
- nazewnictwa chemicznego i graficznej prezentacji struktur
- identyfikacji związków chemicznych

Część oprogramowania ACD/Labs jest dostępna bezpłatnie (ACD/Labs ChemSketch Freeware i ACD/NMR Processor Academic Edition).

## ChemSketch
Program umożliwia tworzenie grafiki przydatnej w pracy chemika. Do najważniejszych jego funkcji należy zaliczyć:
- możliwość samodzielnego tworzenia wzorów strukturalnych oraz składania ich z gotowych elementów dostarczanych z programem
- prezentację struktur w dwóch i trzech wymiarach
- możliwość tworzenia równań reakcji i ścieżek syntezy z wykorzystaniem wzorów strukturalnych i sumarycznych
- możliwość rysowania aparatury chemicznej poprzez jej „składanie” z gotowych elementów
- możliwość samodzielnego tworzenia różnego rodzaju grafiki chemicznej, takiej jak np. krzywe kinetyczne

Program w podstawowej wersji jest darmowy do użytku niekomercyjnego i może być pobrany ze strony producenta. W wersji płatnej jest rozszerzony o słownik chemiczny zawierający wzory strukturalne i sumaryczne związków chemicznych oraz pozbawiony jest ograniczeń w wielkości nazywanych cząsteczek.

## Pozostałe programy ACD/Labs

### Program do analizy danych
ACD/Spectrus Processor – program nowej generacji opracowany na podstawie doświadczeń z poprzednimi liniami produktowymi (ACD/ACD/NMR Processor, ACD/MS Processor, ACD/UV-IR Processor, ACD/Chrom Processor, ACD/Curve Procesor). Program łączy w sobie możliwości obróbki materiałów pochodzących z różnych technik: NMR, MS, UV, IR, chromatograficznych, DSC, DTA, TGA, kalorymetrii, miareczkowania, woltamperometrii, rentgenografii, ESR, danych kinetycznych. Dotychczas sprzedawane produkty do obróbki danych analitycznych nie będą rozwijane. ACD/NMR Processor – pozostanie darmowym programem do obróbki widm NMR (użytek niekomercyjny).
W przyszłości ACD/Spectrus DB zastąpi programy z linii ACD/SpecManager wymienione poniżej.

### Programy do analizy i archwizowania danych
Programy z serii ACD/Spectrus Workbook posiadają wszystkie funkcjonalności dostępne w programie ACD/Spectrus Processor. Dodatkowo posiadają zaawansowane opcje obróbki dla danej techniki analitycznej (np. ACD/NMR Workbook dla techniki NMR) oraz umożliwiają archiwizację danych (tworzenie baz danych) eksperymentalnych
- ACD/NMR Workbook
- ACD/MS Workbook
- ACD/Optical Workbook
- ACD/Chrom Workbook
- ACD/Curve Workbook

### Pakiety programów do badania właściwości substancji
Programy przewidują właściwości substancji na podstawie baz danych eksperymentalnych.
- ACD/PhysChem suite – Pakiet programów do przewidywania właściwości fizykochemicznych substancji Przewiduje takie właściwości jak LogP, LogD, pKa, Rozpuszczalność w wodzie, temperaturę wrzenia,
- ACD/ADEM suite – Pakiet programów do przewidywania właściwości farmakokinetycznych substancji
- ACD/Tox suite – Pakiet programów do przewidywania toksyczności substancji.

## Pozostałe programy ACD/Labs

### NMR Predictors
Grupa programów służących do przewidywania widm NMR. Programy te obliczają stałą sprzężenia i przesunięcie chemiczne oraz symulują widmo związku.
Programy ACD/Labs do przewidywania widm:
- ACD/HNMR Predictor
- ACD/CNMR Predictor
- ACD/NNMR Predictor
- ACD/FNMR Predictor
- ACD/PNMR Predictor